# Чугунов, Афанасий Васильевич
Афанасий Васильевич Чугунов (26 января 1938 — 23 июня 2023) — советский и российский учёный в области разведения крупного рогатого скота в условиях Якутии, доктор сельскохозяйственных наук (1984), профессор (1985), заслуженный деятель науки Российской Федерации.

## Биография
Родился 26 января 1938 года в I Мельжехсинском наслеге Мегино-Кангаласского района.
Окончил среднюю школу № 2 Якутска (1956) и сельскохозяйственный факультет Якутского государственного университета по специальности «учёный зоотехник» (1961).
Работал в родном улусе главным зоотехником колхоза имени Героя Попова. В 1963—1966 годах учился в очной аспирантуре кафедры зоотехнии ЯГУ. С 1966 года работал там же: ассистент, старший преподаватель, доцент.
Защитил кандидатскую и докторскую диссертации:
- Рост, развитие и продуктивные качества симментализированного скота Центральной Якутии : диссертация … кандидата сельскохозяйственных наук : 06.00.00 / А. В. Чугунов. — Якутск, 1967. — 204 с. : ил.
- Хозяйственно-полезные признаки симментализированного скота Якутской АССР и пути их повышения : диссертация … доктора сельскохозяйственных наук : 06.02.04 / Сибирский научно-исслед. и проектно-технологич. ин-т животноводства. — Якутск, 1982. — 388 с. : ил.

В 1985 году присвоено звание профессора.
С 1985 года работал в созданном на базе ЯГУ Якутском сельскохозяйственном институте (с 1995 г. академия, с 2020 г. Арктический государственный агротехнологический университет). В 1989—1991 годах ректор. Последняя должность — профессор-консультант.
Сфера научных интересов — разведение крупного рогатого скота и повышение его продуктивности в условиях Якутии.
Автор 11 монографий и научно-популярных книг, более 200 научных статей, 60 учебно-методических работ, 7 учебников и учебных пособий.
С 1995 года академик, в 2008—2013 годах вице-президент, с 2013 года советник президента Академии наук РС(Я).
Заслуженный деятель науки Российской Федерации (31.12.1997) и Республики Саха (Якутия). Почётный работник высшего профессионального образования РФ. Награждён орденом Дружбы и медалью «За трудовую доблесть».
Член Союза писателей РФ и Союза журналистов РФ, автор романа и нескольких сборников стихов.
Умер 23 июня 2023 года на 86-м году жизни после тяжёлой продолжительной болезни.

## Сочинения
- Симментализированный скот Якутии / А. В. Чугунов. — Якутск : Кн. изд-во, 1981. — 139 с. : ил., 1 л. схем.; 27 см.
- Практикум по животноводству [Текст] : учебное пособие для учащихся агропрофилированных средних общеобразовательных школ / А. В. Чугунов. — Якутск : Бичик, 2010. — 62, [1] с. : ил.; 21 см; ISBN 978-5-7696-3296-9
- Основы животноводства [Текст] : учебное пособие для учащихся агропрофилированных средних общеобразовательных школ / А. В. Чугунов. — Якутск : Бичик, 2010. — 127, [1] с. : ил.; 23 см; ISBN 978-5-7696-3295-2
- Экстерьер и конституция крупного рогатого скота Якутии : учебное пособие / А. В. Чугунов, Л. Н. Захарова. — Санкт-Петербург [и др.] : Лань, 2019. — 64 с. : ил., табл., цв. ил.; 21 см. — (Учебники для вузов. Специальная литература) (Бакалавриат и специалитет).; ISBN 978-5-8114-3620-1 : 100 экз.
- Производство и качество молочной и мясной продукции на рынке г. Якутска [Текст] : монография / А. В. Чугунов, Н. К. Горохова, М. Х. Малтугуева. — Якутск : Сфера, 2012. — 154 с.; 21 см; ISBN 978-5-91794-062-5
- Продуктивное животноводство Якутии : учебное пособие для студентов высших учебных заведений, обучающихся по специальностям 110401 «Зоотехния» и 111201 «Ветеринария» / [А. В. Чугунов и др.]; под ред. А. В. Чугунова. — Москва : КолосС, 2009. — 454, [1] с. : ил., табл.; 22 см. — (Учебники и учебные пособия для студентов высших учебных заведений) (Учебник).; ISBN 978-5-9532-0760-7
- Чугунов-Нооhой, Афанасий Васильевич (1938—2023.). Өтөх төнүргэстээх : роман / Афанасий Чугунов-Нооhой. — Дьокуускай : [Изд-во ЯНЦ СО РАН], 2005. — 250, [2] с. : ил.; 20 cм.; ISBN 5-463-0011-4 (Академия